# Aspirateur
Ne doit pas être confondu avec Aspirant.
Un aspirateur, aussi appelé balayeuse au Canada (les deux termes y sont employés indistinctement), est un appareil électroménager muni d’une pompe à air créant une dépression qui provoque l’aspiration de poussière et de petits déchets tombés au sol. Ce type d’outil sert au nettoyage des moquettes et des tapis, ainsi que des parquets, sols et autres surfaces.
Trois technologies principales sont utilisées pour piéger la poussière : par passage dans un sac qui fait office de filtre primaire, par passage dans un collecteur démontable rigide à l’aide d’un système de séparation à cyclone, et par bullage dans de l'eau.

## Historique
Les ancêtres des aspirateurs sont des balais à tapis. L'ancêtre direct de l'aspirateur était un balai à tapis inventé en 1860 par Daniel Hess. Il fonctionnait à l'aide de soufflets permettant de créer du vide.
Le premier système de nettoyage utilisant le vide pour aspirer la poussière était manuel. Il s'agit du Whirlwind, inventé à Chicago en 1869 par Ives W. McGaffey[réf. souhaitée]. Cette machine légère et compacte était toutefois difficile à utiliser car il fallait tourner une manivelle tout en la poussant sur le sol. Breveté le 8 juin 1869, cet appareil était vendu pour 25 $, un prix très élevé pour l'époque. On ne sait pas quel fut le succès du Whirlwind, mais la plupart des appareils ayant été vendus à Chicago et à Boston, on peut penser que la plupart ont été perdus dans le grand incendie qui ravagea Chicago en 1871. Seuls deux exemplaires nous sont parvenus, dont l'un se trouve au Hoover Historical Center (en Ohio).
L'aspirateur motorisé a été inventé en 1901 par Hubert Cecil Booth, un ingénieur britannique. Celui-ci avait remarqué que le nettoyage des sièges de trains par époussetage serait avantageusement remplacé par un système qui aspirerait la poussière au lieu de la faire s'envoler ailleurs. Après avoir essayé lui-même d'aspirer la poussière d'un des sièges à travers un mouchoir, il a mis en pratique le procédé dans un appareil connu sous le nom de Puffing Billy. Cet encombrant système avec des tuyaux de 30 m de long devait être tracté par des chevaux devant le bâtiment à nettoyer, la succion étant provoquée par un moteur à essence. Trop contraignante, l'invention de Booth n'a pas connu de réel succès, la compagnie GBooth's Vacuum Cleaner Co Ltd étant poursuivie à plusieurs reprises pour avoir effrayé les chevaux des fiacres dans la rue.
En 1902, l'Américain David T. Kenney, installe dans un hôtel de New York le premier aspirateur électrique fixe de dépoussiérage mécanique qui utilise exclusivement le vide pour nettoyer.
En 1905, le Griffith's Improved Vacuum Apparatus for Removing Dust from Carpets (« Appareil à vide amélioré de Griffith pour enlever la poussière des tapis ») est breveté par Walter Griffiths. Il s'agit d'un nouveau système manuel facilement transportable, facile à ranger et qui peut être utilisé par une seule personne. L'opérateur doit presser un système de soufflet qui aspire la poussière via un tuyau flexible et amovible auquel plusieurs embouts peuvent être attachés. Il s'agit du premier aspirateur domestique comparable aux aspirateurs actuels.

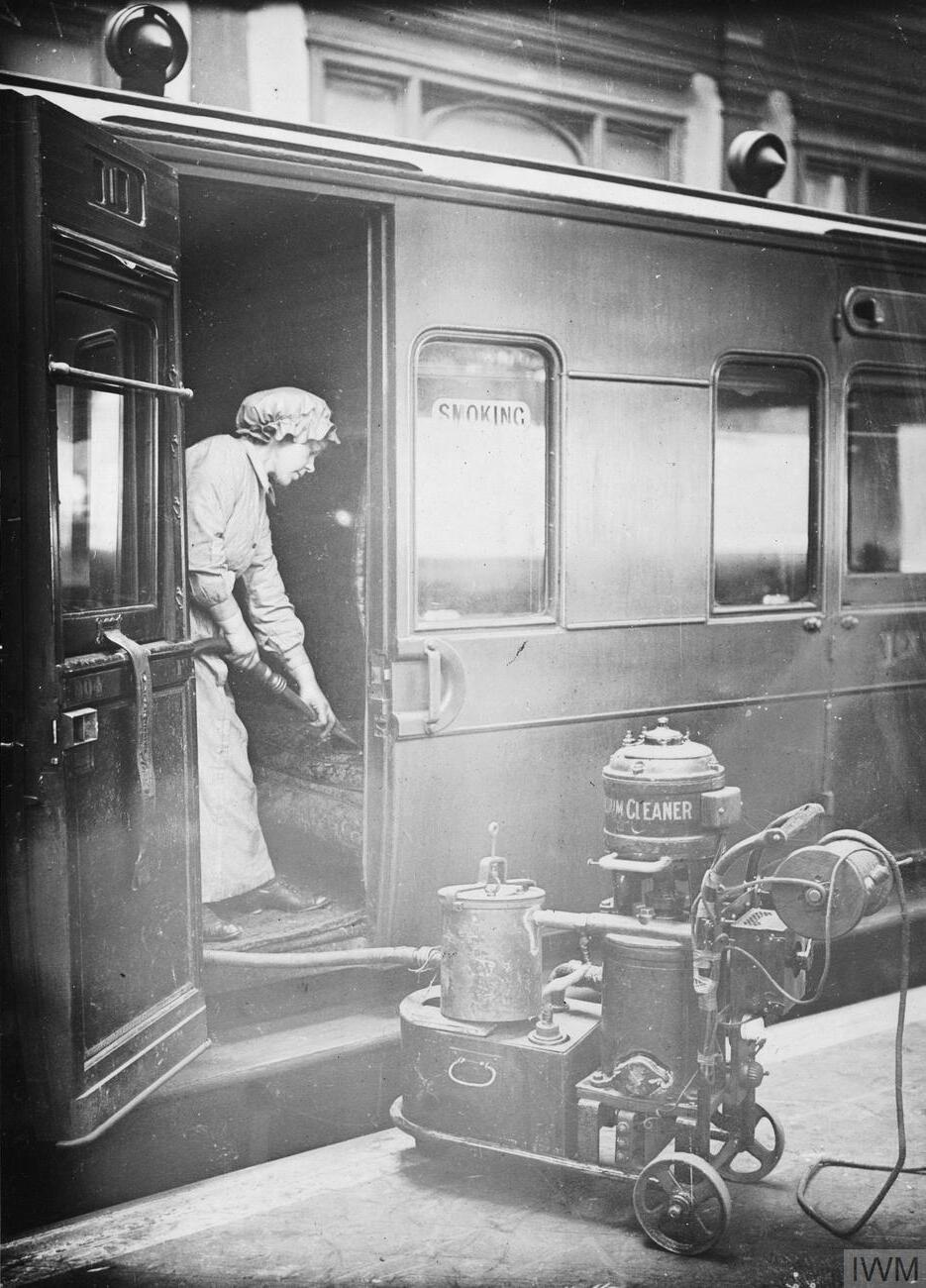
Nettoyage des banquettes d'une voiture de chemin de fer, à Londres en 1918.

En 1906, James M. Spangler, concierge de Canton dans l'Ohio, invente un aspirateur électrique à partir d'un ventilateur, d'une boîte et d'une taie d'oreiller. Le modèle de Spangler intègre également une brosse rotative pour décoller plus facilement la poussière. Breveté en 1908, le système est vendu à l'entreprise de son cousin William Hoover : Hoover Harness and Leather Goods Factory, qui le nomme balai à succion mécanique. Hoover reste l'un des leaders mondiaux de l'aspirateur, si bien que le mot est passé dans le langage courant (en Angleterre, on appelle hoover l'aspirateur tandis que « passer l'aspirateur » se dit couramment to hoover).
L'aspirateur, de l'entre-deux-guerres était appelé « électrobonne », un luxe jusque dans les années 1920, avant de se démocratiser après la Seconde Guerre mondiale. Il s'est aujourd'hui généralisé dans les pays développés.
Des modèles sans sac, à « séparation cyclonique », sont proposés commercialement pour la première fois par FilterQueen en 1939, une marque de Health-Mor Industries, Dyson a présenté un modèle commercial en 1979 ; des modèles dont un bac à eau remplace filtre et sac existent également. Sont apparus ensuite des robot aspirateurs.
En septembre 2014, la Commission européenne s'attaque à la puissance des aspirateurs en la limitant à 1 600 W. Un objectif de 900 W de consommation a été fixé pour septembre 2017. La Commission pense ainsi pouvoir réduire de 20 TWh par an la consommation d'électricité dans l'Union européenne.

## Typologie
On dénombre plusieurs types d'aspirateurs, le plus connu étant l'aspirateur à poussière.
Certains aspirateurs permettent l'aspiration de liquides, et certains permettent d'aspirer eau et poussières (ils sont dits « mixtes »).
Dans certains milieux tels les cinémas, les salles de conférence et les trains, les agents utilisent des aspirateurs dorsaux. Sur batterie ou secteur, ils permettent des déplacements plus rapides.
Citons également l'aspiro-brosseur (aspirateur vertical), muni comme son nom l'indique d'une brosse électrique. Cette dernière permet un nettoyage en profondeur de la moquette. Néanmoins, à long terme, elle provoque l'usure du revêtement.
Depuis une dizaine d’années, les aspirateurs sans sac ont fait leur apparition et grignotent peu à peu les parts de marché des modèles traditionnels.
Le tuyau est appelé flexible, le manche est nommé canne et l'embout a pour nom le suceur.

### Aspirateur centralisé
L'aspirateur centralisé est un type d'aspirateur encastré dans les murs d'un immeuble ou d'une maison. C'est un système d'aspiration basé sur l'installation de conduits (PVC blanc 50,8 mm2) antistatique à l'intérieur même des murs de l'habitation.

### Robot aspirateur
Un robot aspirateur est un aspirateur robotisé, c'est-à-dire capable de réaliser le travail d'un aspirateur de manière autonome, sans intervention d'un être humain. C'est en 2009 que s'ouvre le principal marché de robots domestiques dans le monde.
Les aspirateurs robots Roomba sont les plus populaires et ont été les pionniers. Ils ont une variété de fonctionnalités, y compris la détection des obstacles, la programmation à distance et une longue durée de vie de la batterie.

### Aspirateur sans sac
Les aspirateurs portables basés sur le principe de la séparation cyclonique sont devenus populaires dans les années 1990. Ce principe de séparation de la poussière était bien connu et souvent utilisé dans les centrales à vide. Ce brevet lui permit de développer ses aspirateurs FilterQueen.
En 1979, James Dyson introduit un appareil portatif de séparation cyclonique, adaptation d'un système d'aspiration de sciure qu'il avait découvert dans une scierie industrielle. Il lance d'abord son aspirateur à cyclone au Japon, dans les années 1980, au coût d'environ US$1800 et, en 1993, il sort son modèle vertical Dyson DC01 au Royaume-Uni au prix de £200. Les critiques s'attendaient à ce que les gens refusent d'acheter un aspirateur pour le double du prix d'un modèle conventionnel, mais le système Dyson est devenu plus tard le système de nettoyage le plus populaire au Royaume-Uni.
Les aspirateurs cycloniques n'utilisent pas de sacs de filtration. La poussière est récoltée dans un récipient cylindrique amovible. L'air et les poussières sont aspirés à haute vitesse dans le récipient de prélèvement, tangentiellement à la paroi, créant ainsi un tourbillon rapide ou vortex. De par la force centrifuge, les particules de poussière et autres débris se rassemblent sur la paroi d'où elles tombent par gravité.
Dans les installations fixes d'aspirateur central, l'air propre du centre du vortex peut être éjecté directement vers l'extérieur, sans besoin de filtration supplémentaire. Dans les modèles cyclonique portables, l'air propre au centre du vortex est expulsé de l'appareil après son passage par une succession de filtres, de plus en plus fins. Le premier filtre est destiné à piéger les particules qui peuvent endommager les filtres plus fins. Les filtres doivent être régulièrement nettoyés ou remplacés afin de continuer à assurer à l'appareil un fonctionnement efficace.
Un système cyclonique bien conçu ne perd de sa capacité d'aspiration que lorsque le récipient de collecte de poussière est presque plein. Ceci contraste avec les systèmes à sac, qui perdent leur capacité d'aspiration lorsque les pores du filtre se bouchent progressivement par la récolte de saleté et de poussière.
Le succès de Dyson a contribué à sensibiliser le public à la séparation cyclonique. Plusieurs autres fabricants ont dès lors introduit des modèles cycloniques. Les fabricants concurrents comprennent Rowenta, Hoover, Bissell, Shark, Eureka, Electrolux, Filter Queen, etc., et les modèles les moins chers ne sont pas plus chers qu'un aspirateur classique.

## Entretien
Pour conserver l'efficacité d'un modèle traditionnel, il est conseillé de :
- changer le sac papier lorsqu'il est plein aux deux tiers ;
- changer régulièrement le(s) filtre(s) moteur (tous les 5 à 10 sacs environ) ;
- changer les batteries.
- inspecter l'état général de l'aspirateur et de ses accessoires (fils dénudés, bruits anormaux, pertes d'aspiration, accessoires cassés...).